# Премия Американского института киноискусства (2017)
Премия Американского института киноискусства за 2017 год.

## 10 лучших фильмов
- «Любовь — болезнь»
- «Зови меня своим именем»
- «Дюнкерк»
- «Проект «Флорида»»
- «Прочь»
- «Леди Бёрд»
- «Секретное досье»
- «Форма воды»
- «Три билборда на границе Эббинга, Миссури»
- «Чудо-женщина»

## 10 лучших телевизионных программ
- «Большая маленькая ложь»
- «Корона»
- «Вражда»
- «Игра престолов»
- «В лучшем мире»
- «Рассказ служанки»
- «Белая ворона»
- «Мастер не на все руки»
- «Очень странные дела»
- «Это мы»

## Специальная премия
- «Вьетнам»